# CY Геркулеса
CY Геркулеса (лат. CY Herculis) — одиночная переменная звезда* в созвездии Геркулеса на расстоянии приблизительно 2908 световых лет (около 892 парсек) от Солнца. Видимая звёздная величина звезды — от +12,4m до +11,5m.
Открыта Лукасом Плаутом в 1931 году.

## Характеристики
CY Геркулеса — красный гигант, пульсирующая полуправильная переменная звезда типа SRB (SRB) спектрального класса M6. Эффективная температура — около 3288 K.